# Изображения обнажённых знаменитостей
Спрос на изображения обнажённых знаменитостей существует на протяжении нескольких десятилетий, и это прибыльный бизнес, эксплуатируемый производителями порнографии, а также веб-сайтами и журналами. Включают в себя как легальные изображения, такие как кадры из фильмов, копии ранее опубликованных изображений (например, снимки из журналов или кадры и клипы из фильмов), так и нелегальные, такие как секс-видео знаменитостей, фотографии папарацци с непреднамеренными или приватными сценами, а также поддельные или обработанные изображения.

## Описание
Коммерческий спрос на изображения обнажённых знаменитостей существует на протяжении многих десятилетий. Журнал Playboy стал известен, предлагая знаменитостям большие суммы денег за публикацию их обнажённых фотографий в журнале. Менее качественные порножурналы искали другие способы: пытались застать звезду врасплох, когда та купалась топлесс или ню на уединённом пляже, либо использовали фотографии человека периода, когда он еще не был широко известен. Фотографии, сделанные папарацци, пользуются большим спросом среди журналов и прессы, гоняющихся за сенсациями.
В некоторых странах закон о неприкосновенности частной жизни и правах личности могут привести к гражданскому иску в отношении организаций, которые публикуют фотографии обнаженных знаменитостей без релиза модели, и это ограничивает доступность таких фотографий через печатные СМИ. В интернете есть сложность выявления правонарушителей и применения судебных санкций делают распространение таких фотографий гораздо менее рискованным. Такие снимки распространяются по многим онлайн-каналам распространения фотографий, таким, как Usenet и интернет-форумы, а коммерческие операторы, нередко в странах, недоступных для судов, также предлагают такие фотографии в коммерческих целях. Ограничения авторского права часто игнорируются.
В некоторых случаях, когда изображенный человек молод, а фотография настоящая, обнажённые медиа знаменитостей могут подпадать под действие законов о детской порнографии, правового режима с суровыми наказаниями за распространение.

## История
Интерес к изображениям обнажённых знаменитостей существует так же долго, как художественное изображение наготы и порнография вцелом. Один из наиболее известных примеров — первый Playboy за декабрь 1953 года, который представил фотографии Мэрилин Монро с фотосессии 1949 года в качестве первой девушки месяца. Коммерциализация, промоушн и организованное предложение изображений обнажённых знаменитостей можно проследить к другому журналу для мужчин High Society и работе его первого женщины-редактора Глории Леонард. Всё началось с того, что журнал демонстрировал пикантные фотографии таких знаменитостей, как Джоди Фостер и Голди Хоун, обычно полученные из кадров кинофильмов, а в итоге в 1986 году выросло в спин-офф проект High Society, журнал Celebrity Skin. За двадцать пять лет Марго Киддер, Энн-Маргрет и Барбра Стрейзанд безуспешно пытались подавать в суд на журнал после публикации обнажённых фотографий. Также один журнал получил дополнительную известность благодаря публикации обнажённых фотографий моделей, которые в то время не были знаменитостями, но позже обрели известность. Журнал Penthouse опубликовал в выпуске за сентябрь 1984 года обнажённые фотографии молодой порноактрисы Трейси Лордс (позже признанной несовершеннолетней на тот момент) и Ванессы Уильямс, тогдашней Мисс Америка, из-за чего её лишили короны.

## Виды
Изображения обнажённых знаменитостей делятся на шесть основных категорий:
- Скриншоты фильмов: Многие актёры и актрисы снимались полностью или частично обнажёнными в не-порнографических фильмах. Скриншоты из таких фильмов широко распространены и обычно могут быть распознаны по низкому качеству изображения (из видео). Возросшая популярность широкополосного доступа в интернет сделала возможным распространение реальных видеоклипов и изображений более высокого качества, обычно скопированных с DVD. Часто скриншоты таких сцен отображаются в нескольких рамках в виде плитки.
- Снимки папарацци: Иногда знаменитости бывают засняты в реальных жизненных ситуациях. Самый распространенный вариант — женщина, загорающая топлес, обычно на пляже, яхте или у бассейна. Фотографии, как правило, сделаны на расстоянии и редко показывают больше, чем грудь, хотя некоторые знаменитости были сфотографированы полностью обнажёнными. Другие типы снимков папарацци — случаи, когда платье с глубоким вырезом, отсутствие бюстгальтера, случайное падение одежды или вспышки камеры могут выявить соски знаменитости. «Максимальная форма» — всё более частое появление женских снимков upskirt. Большинство изображений демонстрируют нижнее бельё, но некоторые эпизоды (например, знаменитости, выходящие из автомобилей) привели к снимкам, которые, как утверждается, показывают гениталии.
- Обнажённые фотосессии: Мейнстримные секс-журналы, такие как Playboy, и журналы фотоискусства, такие как Black And White, регулярно публикуют обнажённые снимки знаменитостей. Некоторые звёзды позировали для фотографий в стиле ню до того, как стали известны. Такие изображения часто впоследствии распространяются в цифровом виде издателем или третьей стороной.
- Украденные личные материалы: Частные сексуальные фотографии знаменитостей иногда просачиваются в интернет. Обычно это происходит после взлома мобильного телефона или электронной почты.
- Фотографии или видео, опубликованные в интернете получателями. Также иногда выкладываются в интернете бывшим любовником или супругом. Видео знаменитостей, занимающихся сексом, также часто просачиваются и известны как секс-видео знаменитостей.
- Фальшивые или обработанные фотографии. Многие изображения, найденные в интернете и жёлтой прессе, являются поддельными, в основном созданными с использованием различных методов редактирования изображений[20]. Как правило, они являются комбинацией наиболее узнаваемых черт знаменитости, обычно лица, и обнажённого тела подходящего менее известного порноактёра. В отличие от других форм обнажённых медиа знаменитостей, поддельные фотографии можно создавать без особых усилий или ресурсов и без доступа к звезде, что делает их популярным вариантом среди любителей. Другая форма обработки фотографий знаменитостей известна как Celebrity X-Ray («рентген звезды»). Этот метод состоит в использовании программного обеспечения для редактирования цифровых изображений с целью изменения фотографий знаменитостей, одетых в откровенную, обтягивающую или прозрачную одежду, чтобы открыть то, что укрыто под тканью.
- Фотографии, сгенерированные искусственным интеллектом. Такой способ становится все популярнее из-за того что ИИ (искусственный интеллект) стал общедоступным и удобным для пользования.